# Chi (kana)

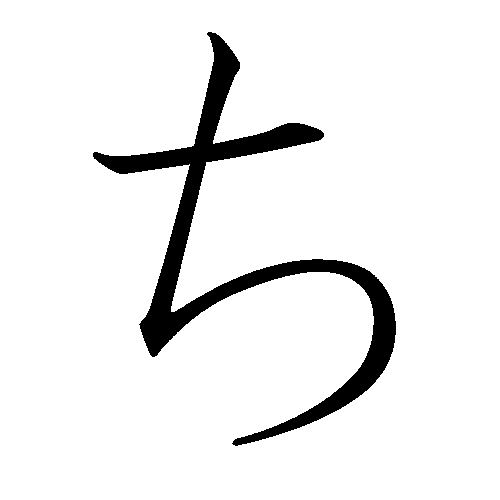
Chi w hiraganie.

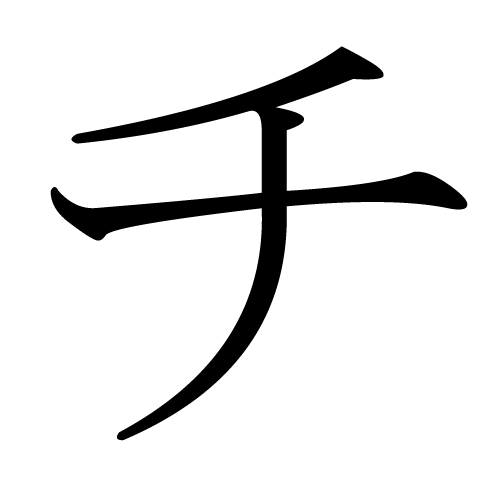
Chi w katakanie.

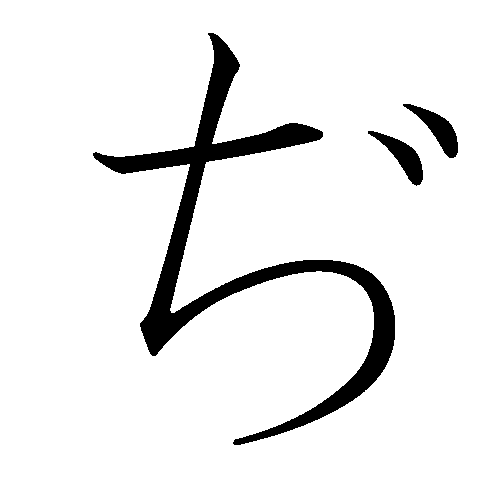
Ji w hiraganie.

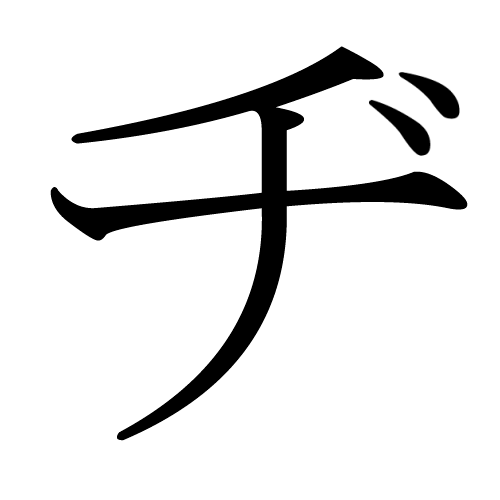
Ji w katakanie.

Chi – siedemnasty znak japońskich sylabariuszy hiragana (ち) i katakana (チ). Reprezentuje on sylabę chi (wymawianą [t͡ɕi] jak polskie ći). Pochodzi bezpośrednio od znaków kanji 知 (wersja w hiraganie) i 千 (wersja w katakanie).
Po dodaniu dakuten w obydwu wersjach znaku (ぢ i ヂ) znak reprezentuje sylabę ji (wymawianą [dʑi] jak polskie dźi).

## Zapis rōmaji
W alfabecie łacińskim zapis tej sylaby oraz jej udźwięcznienia jest różny i zależny od systemu transkrypcji pisma japońskiego. W najpopularniejszej transkrypcji Hepburna znaki te zapisywane są jak chi oraz ji, natomiast w preferowanej przez japoński rząd transkrypcji Kunrei zapisywane są jako ti i di (di dla odróżnienia od zi).

## Jotacje
Jak każda mora japońska kończąca się na "i", chi podlega procesowi jotacji, ale jedynie wtedy, jeśli do niej dopisze się pomniejszone znaki ya, yu lub yo. Jeśli po znaku chi występuje znak reprezentujący którąś z samogłosek, oba znaki wymawia się oddzielnie. Nie dotyczy to jedynie pomniejszonej wersji znaku e, który dopisany do chi zmienia wymowę znaków na che (sylaba ta występuje jedynie w zapożyczeniach). Charakterystyczną cechą tej sylaby jest to, że w zapisie alfabetem łacińskim jej jotacje da się zapisać na różne sposoby, w zależności od stosowanego systemu przekładu.
- cha- ちゃ/チャ (możliwy też zapis tya)
- chu- ちゅ/チュ (możliwy też zapis tyu)
- cho- ちょ/チョ (możliwy też zapis tyo)
- che- チェ (możliwy też zapis tye)

Jotacji podlega też sylaba ji.
- ja- ぢゃ/ヂャ (możliwy też zapis dya)
- ju- ぢゅ/ヂュ (możliwy też zapis dyu)
- jo- ぢょ/ヂョ (możliwy też zapis dyo)
- je- ヂェ (możliwy też zapis dye)

Sylaby po jotacji również mogą podlegać przedłużeniom na zasadach przewidzianych dla samogłosek kończących sylabę.